# Per Frimann
Per Frimann Hansen, född 4 juni 1962 i Gladsaxe i Danmark, är en dansk före detta professionell fotbollsspelare (mittfältare) som under 1980-talet var landslagsman och uttagen till VM 1986 och EM 1988. På klubbnivå tillbringade Frimann större delen av karriären i RSC Anderlecht med vilka han vann tre raka belgiska mästerskap (1985–1987) men också Uefacupen säsongen 1982/83.
Frimann tvingades på grund av stora skadeproblem att avsluta sin fotbollskarriär år 1990, blott 28 år gammal.

## Karriär

### I klubblag
Frimann startade sin karriär i Akademisk Boldklub där han 1980 gjorde sin seniordebut för klubben när man spelade i den danska högstaligan. 1981 flyttade Frimann till Kjøbenhavns Boldklub där han snart uppmärksammades av den belgiska proffsklubben Anderlecht som värvade över dansken till säsongen 1982/83 lagom till att han fyllt 20 år. Frimann fick omedelbart plats i Anderlechts startelva och därpå kom också debuten i det danska landslaget i oktober 1983.
Frimann tillbringade sammanlagt 7 säsonger i Belgien och Anderlecht med vilka han vann tre belgiska mästerskap och 1982/83 års Uefacup. I sin tid på klubben spelade han tillsammans med ett antal andra danska landslagsspelare, bland andra landslagskaptenen Morten Olsen.
1988, efter en skadefyllt tid i Anderlecht, beslutade den 26-årige Frimann att återvända till Danmark. Han köptes av Brøndby IF men lånades genast ut till AGF Fodbold där han under 1988 vann den danska cupen.
År 1989 flyttade han från AGF till Brøndby där Morten Olsen nu var tränare. Trots skadeproblem var Frimann ändå del av den trupp som vann danska cupen 1989 och ligan 1990. Under perioden i Brøndby blev det 28 seriematcher och sex mål för dansken vars skadeproblem till sist satte stopp för fortsatt spelande för i augusti 1990, endast 28 år gammal, tvingades Frimann att avsluta spelarkarriären och blev då så kallad "fotbollsinvalid". Han blev sedan den första danska fotbollsspelaren som fick en "Testimonial match" till sin ära när det danska VM-laget från -86 slog Brøndby med 6–4.

### I landslag
Inkallad till den danska truppen till VM 1986 såg Frimann ut som en viktig del av det danska laget. Men en komplicerad fotledsskada under det sista träningslägret före turneringen höll dansken borta från spel under hela VM-turneringen. För resten av karriären skulle han därefter få kämpa med skadeproblem.
Frimann var uttagen i den danska truppen till EM 1988 där han spelade i en av tre matcher när laget inte tog sig vidare från gruppspelet. Han var sedan en del av det danska landslag som kvalificerade sig till OS 1988, men Danmark fick aldrig delta i turneringen. Det upptäcktes att Frimann inte skulle ha fått spela i 2–0-segern över Polen i en kvalmatch och Danmark straffades med poängavdrag som till sist kostade en plats i OS.

## Efter spelarkarriären
Efter sin pensionering som spelare arbetade Frimann med PR i Europeiska kommissionen 1992–1996. Han anställdes som intern konsulent i Danmarks Idrætsförbund 1996 och i april 1998 blev han sportchef för före detta klubben Akademisk BK. När AB-tränaren Christian Andersen kom överens om ett kontrakt med rivalen FC Köpenhamn i oktober 1998, åtta månader före avtalets upphörande, vägrade Frimann först att låta Andersen gå. Han ändrade sig dock till sist men de två skulle fortsätta att ha ett ansträngt förhållande till varandra.
Under Frimanns tid hos AB förlorade klubben en stor del av sin likviditet och han lämnade sin post år 2002. Han blev sedan kommentator på Onside fotbollsshow på TV3 Danmark. I sin självbiografi 2004 pekade tidigare AB-Andersen på att Per Frimann på något vis kanske var inblandad i AB:s ekonomiska förluster, något som Frimann hotade att stämma de förstnämnde för. Saken löstes dock när Andersen gick ut med en offentlig ursäkt.

## Privatliv
Per Frimann Hansen är gift med Matilde Frimann Sachs Bostrup med vilken han har två barn, en son och en dotter.

## Meriter

### I klubblag
RSC Anderlecht
- Erste klasse A (Belgiska ligan) (3): 1984/85, 1985/86, 1986/87
- Uefacupen (1): 1982/83

 AGF Fodbold
- Danska cupen (1): 1987/88

 Brøndby IF
- Danska cupen (1): 1988/89
- Danska ligan: 1990

### I landslag
Danmark
- Uttagen i truppen till VM 1986 (åttondelsfinal, inget spel på grund av skada)
- Spel i 1 match EM 1988 (gruppspel)
- 17 landskamper, 1 mål

### Webbkällor
- Profil på DBU
- Viasat profil
- Per Frimann på National-Football-Teams.com (engelska)